# Claes Gejrot (ingenjör)
Claes Joel Gejrot, född 6 februari 1895 i Granbergsdal i Värmland, död 18 april 1981 i Örebro, var en svensk ingenjör och verkställande direktör. Han var måg till Hans Birger Hammar den yngre och far till Bertil Gejrot.
Gejrot utexaminerades som bergsingenjör från KTH i Stockholm 1921. Mellan 1923 och 1936 arbetade han som ingenjör vid Bofors. Mellan 1936 och 1941 var han överingenjör vid stålverket i Imatra i östra Finland. 
År 1941 utsågs han till vd för Svenska Skifferolje Aktiebolaget i Kvarntorp. Bristen på råolja hade gjort att regeringen vid andra världskrigets inledning tillsatte en kommission för att utreda möjligheten att utvinna olja ur alunskiffer. Resultatet blev bolaget i Kvarntorp. Gejrot stannade som verkställande direktör fram till sin pensionering 1960. Bolaget som sysselsatte cirka 1200 personer upphörde 1965. 